# Březí (Distrito de Břeclav)
Březí é uma comuna checa localizada na região de Morávia do Sul, distrito de Břeclav‎.